# بیست و سومین دوره جوایز فیلم‌های بزرگسالان انجمن بازنشستگان آمریکا
بیست و سومین دوره جوایز فیلم‌های انجمن بازنشستگان آمریکا برای بزرگسالان (انگلیسی: 23rd AARP Movies for Grownups Awards)، ارائه شده توسط «مجله ای‌ای‌آرپی»، فیلم‌ها و مجموعه‌های تلویزیونی افتخاری منتشر شده در سال ۲۰۲۳. نامزدها در ۹ ژانویه ۲۰۲۴ اعلام شدند که اوپنهایمر و قاتلان ماه گل به ترتیب با شش و پنج نامزدی پیشتاز نامزدی شدند.